# اداوكضل (سميمو)
اداوكضل هي إحدى مشيخات المملكة المغربية، تتبع جغرافيا لإقليم الصويرة وإداريًا لسميمو. يقدر عدد سكانها بـ 2653 نسمة حسب الإحصاء الرسمي للسكان والسكنى لسنة 2004.